# Paul Cornoyer

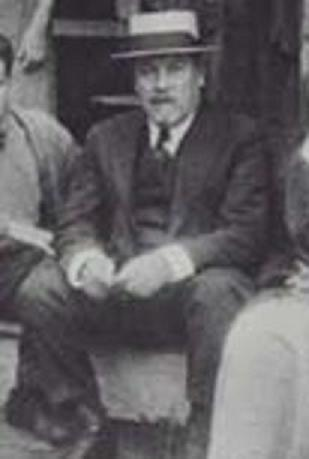
Paul Cornoyer

Paul Cornoyer (St. Louis, 15 augustus 1864 – Gloucester, 17 juni 1923) was een Amerikaans kunstschilder. Hij wordt gerekend tot het Amerikaans impressionisme.

## Leven en werk
Cornoyer bezocht de St. Louis School of Art, waar zijn talent door de directeur werd opgemerkt. Dankzij een door hem geregelde beurs kon hij vervolgens gaan studeren in Parijs, waar hij de Académie Julian bezocht. Hij kreeg les van Jules Joseph Lefebvre en Benjamin Constant, en werd sterk beïnvloed door de Franse impressionisten. Hij schilderde vooral straatscènes maar ook landschappen, in die tijd nog een beetje zoekende naar zijn definitieve stijl, aanvankelijk ook nog met invloeden vanuit de School van Barbizon. In 1892 won hij de "First Prize from the American Art Association of Paris".
In 1894 keerde Cornoyer terug naar de Verenigde Staten, naar zijn geboortestad Saint Louis, waar hij in 1894 de 'Gold Medal from the St. Louis Association of Painters and Sculptors' won. Ook maakte hij er een muurschildering voor het 'Planter’s Hotel'. Zijn werk uit die tijd vertoont duidelijk invloeden van de tonale kunst.
Nadat de Amerikaanse impressionist en kunstverzamelaar William Merritt Chase een schilderij van Cornoyer had gekocht ontwikkelde zich tussen hen beiden een correspondentie. Op aanraden van Chase vestigde Cornoyer zich in 1898 in New York. In zijn New Yorkse tijd legde hij zich vrijwel uitsluitend toe op het schilderen van stadsgezichten en straatscènes, met veel aandacht voor de invloeden van het weer en het moment van de dag. Daarbij ontwikkelde hij zijn typische impressionistische werkwijze met pointillistische invloeden, min of meer in de stijl van Gustave Caillebotte. Als zijn meesterwerk geldt wel The Plaza after Rain, dat in 1910 werd aangekocht door het Museum of St. Louis.
Cornoyer bezat een zomerhuis in East Gloucester in Massachusetts. In 1917 zou hij zich er definitief vestigen. In deze periode maakte hij ook diverse havenscènes en landelijke schilderijen. Ook zou hij er jarenlang schilderlessen geven. Hij overleed er in 1923. Zijn werk bevindt zich thans in tal van grote musea in de Verenigde Staten, waaronder het Brooklyn Museum in New York, de Smithsonian Institution in Washington D.C. en het Dallas Museum of Art.

## Galerij

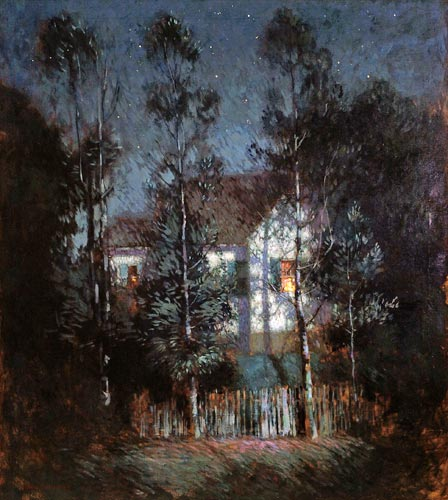
The Lights in the Window, Gloucester
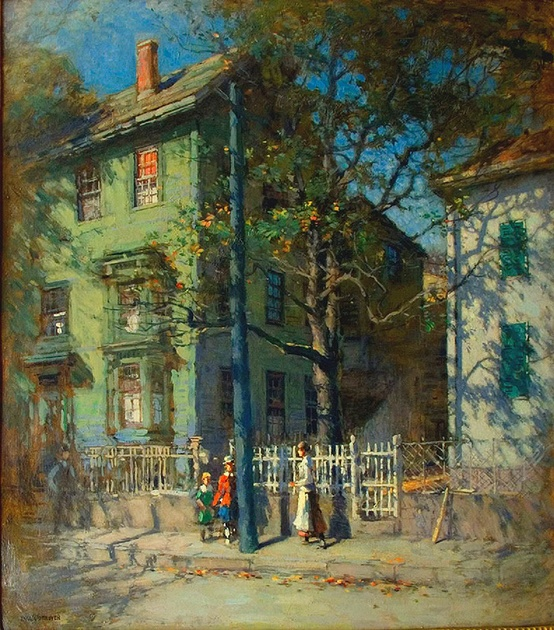
Gloucester
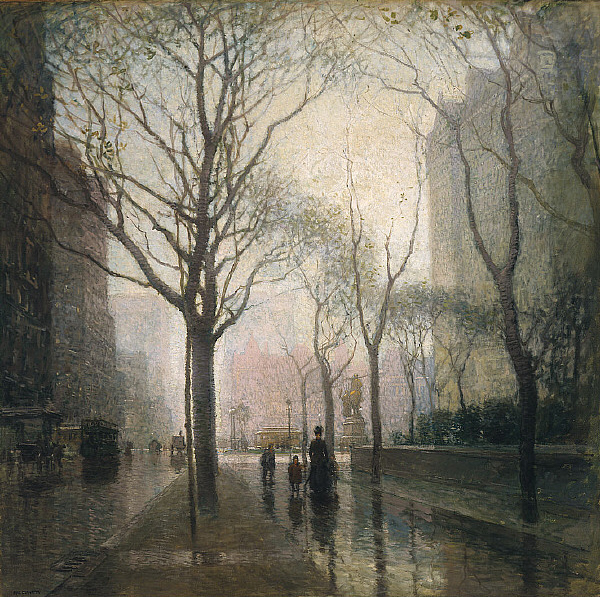
The Plaza After Rain
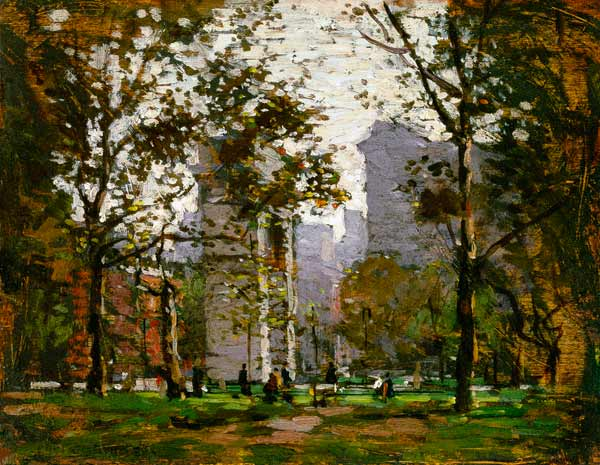
Washington Square, summer
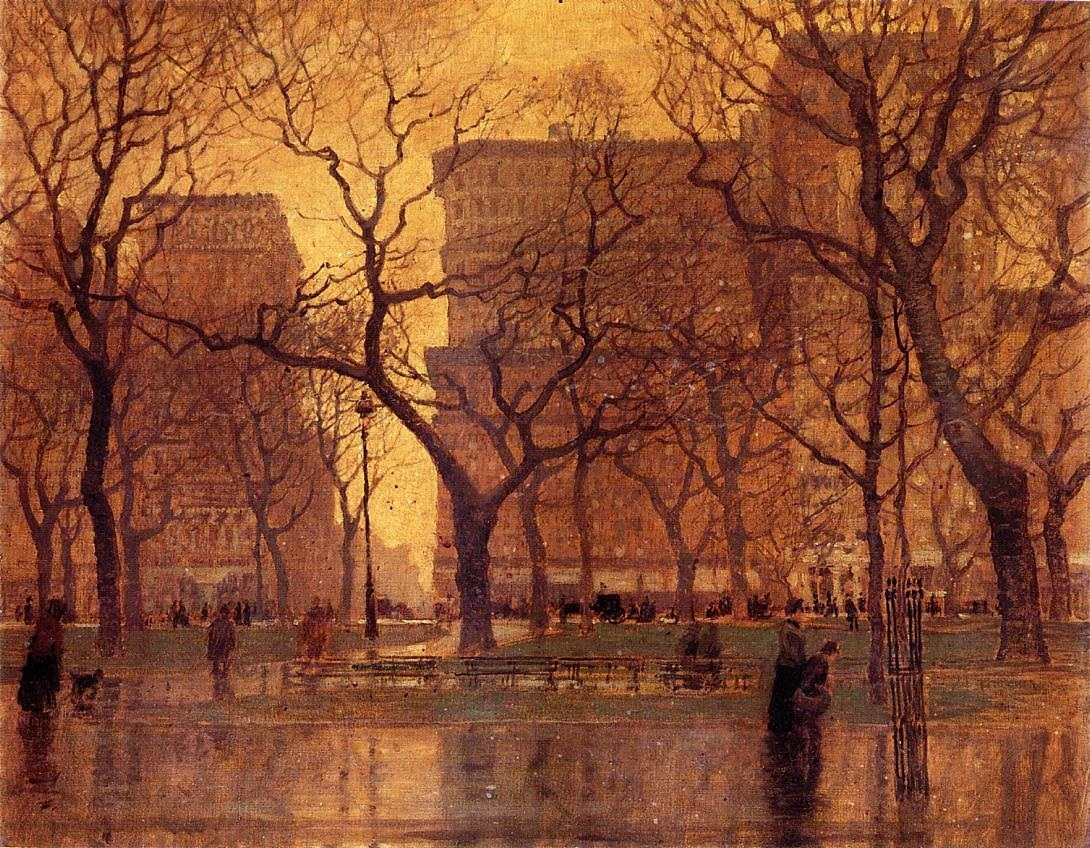
Madison Square After the Rain
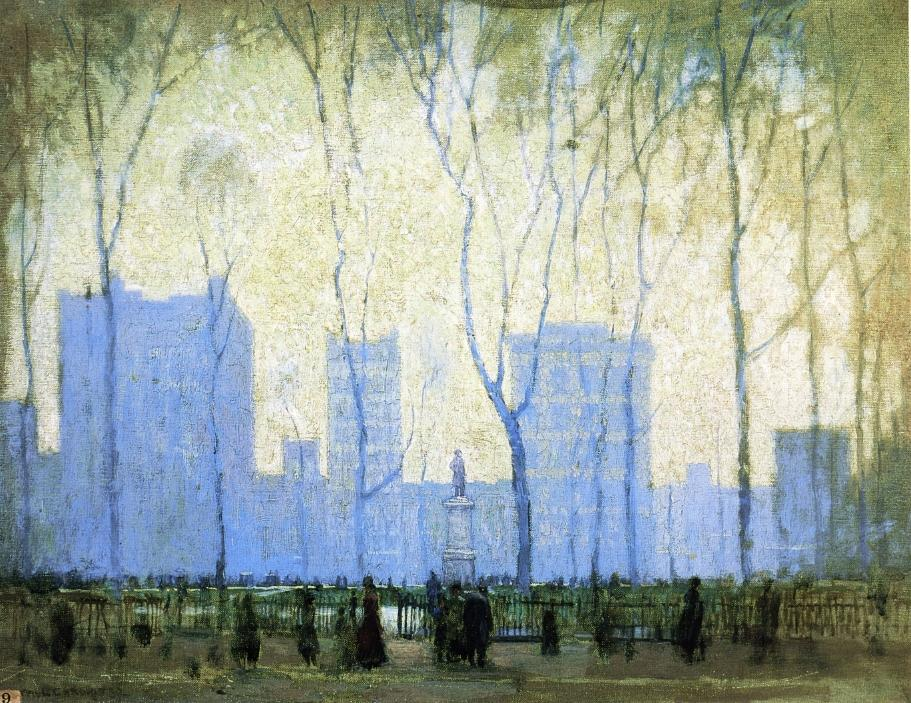
Bryant
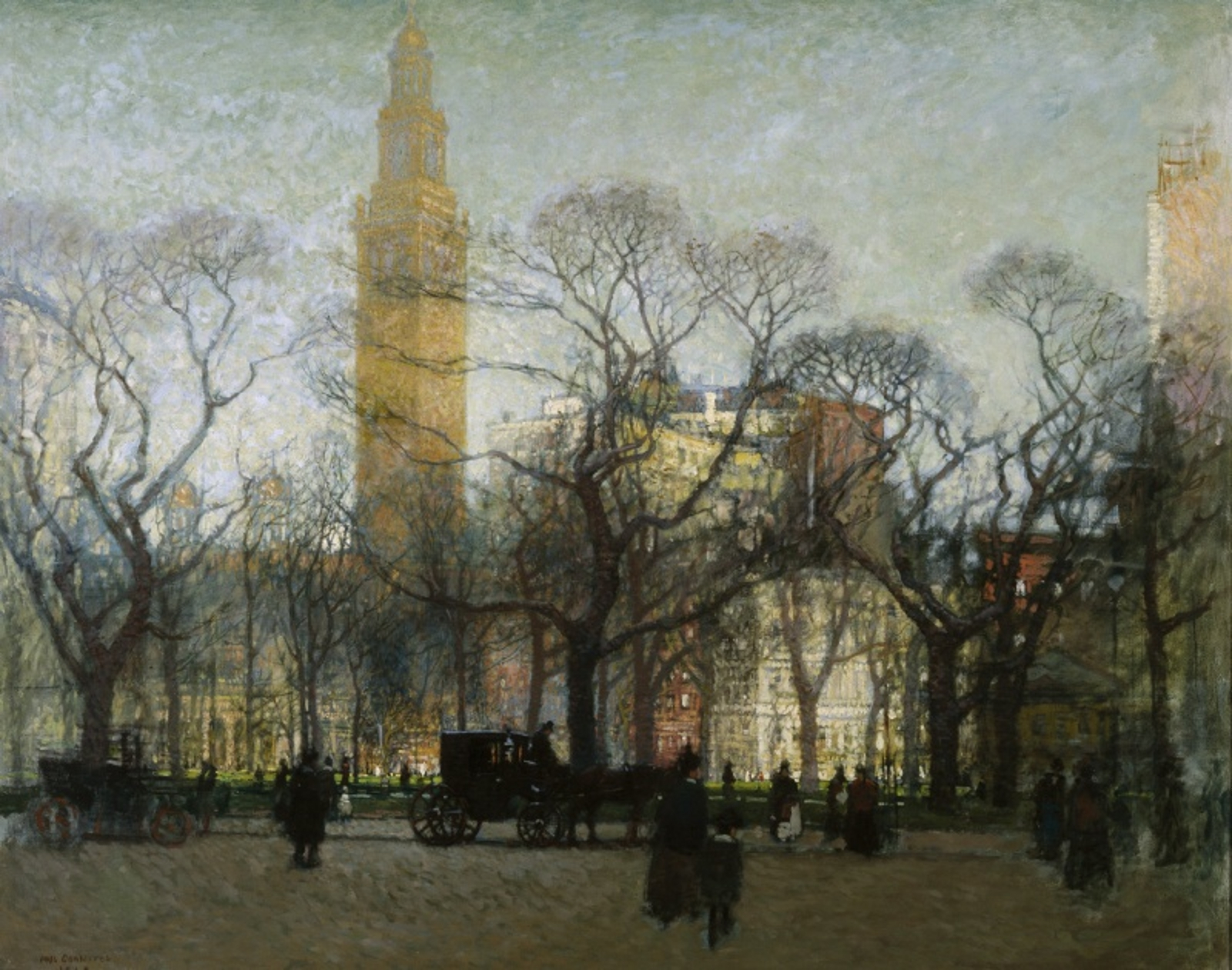
Madison Square in the Afternoon
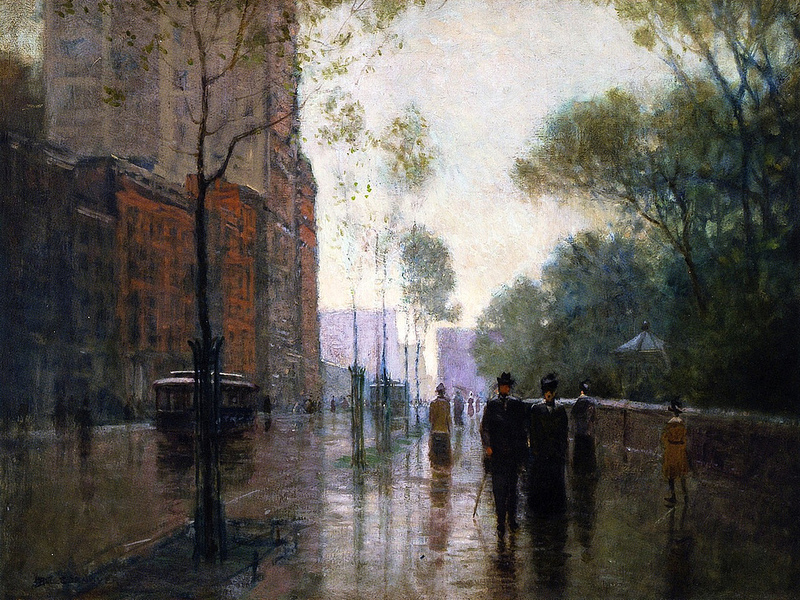
Rainy Day
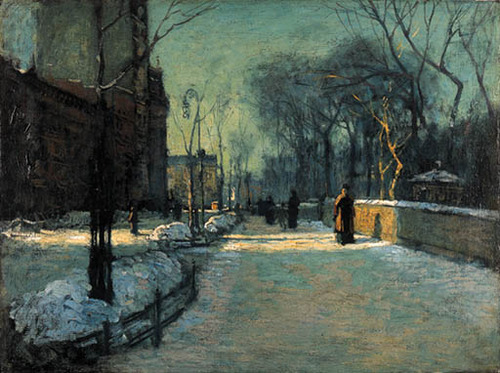
Winter Twilight along Central Park
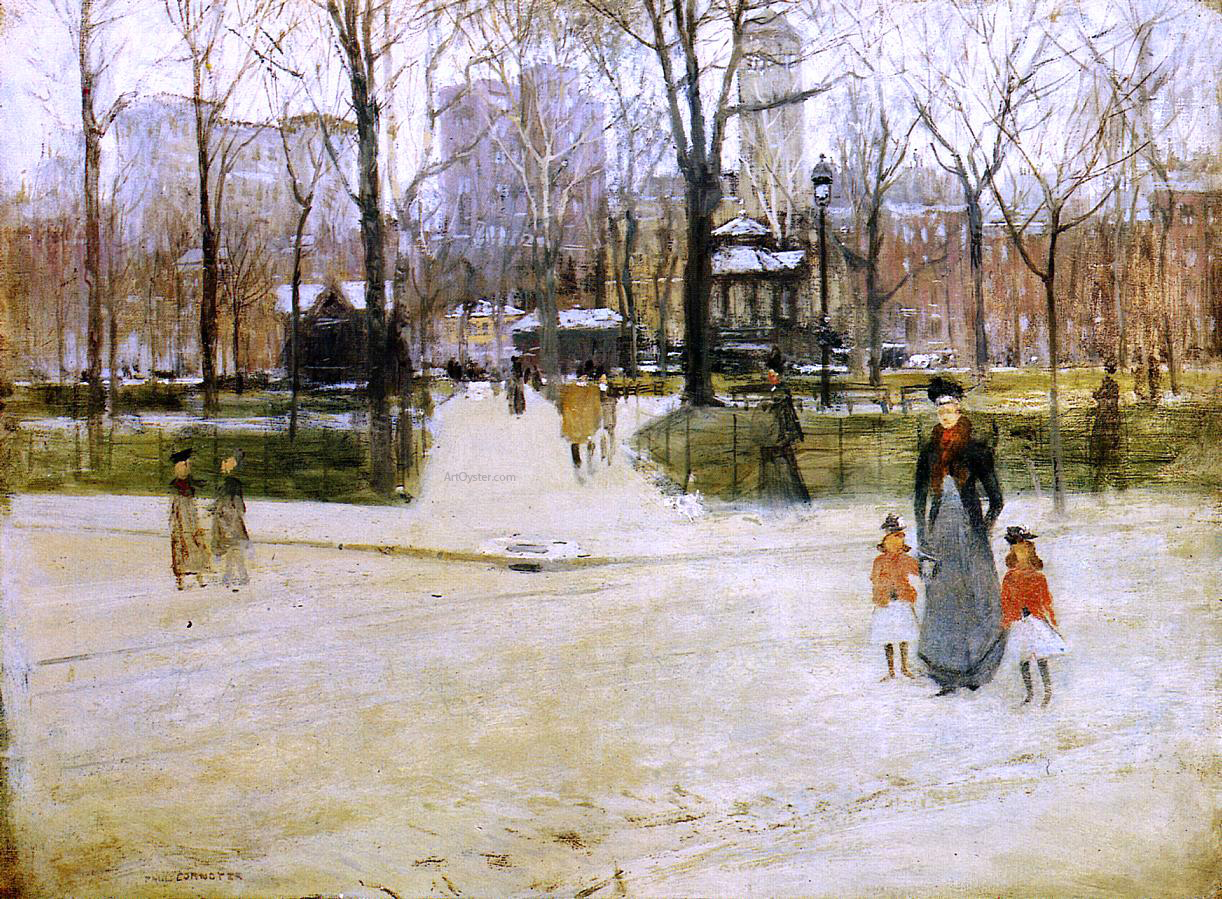
Washington Square